# Робинзон Крузо
«Робинзо́н Кру́зо» (англ. Robinson Crusoe, полное название романа — «Жизнь, необыкновенные и удивительные приключения Робинзона Крузо, моряка из Йо́рка, прожившего 28 лет в полном одиночестве на необитаемом острове у берегов Америки близ устьев реки Орино́ко, куда он был выброшен кораблекрушением, во время которого весь экипаж корабля, кроме него, погиб; с изложением его неожиданного освобождения пиратами, написанные им самим», англ. «The Life and Strange Surprizing Adventures of Robinson Crusoe, of York, Mariner: Who lived Eight and Twenty Years, all alone in an un-inhabited Island on the Coast of America, near the Mouth of the Great River of Oroonoque, Having been cast on Shore by Shipwreck, wherein all the Men perished but himself. With An Account how he was at last as strangely deliver'd by Pyrates. Written by Himself») — роман английского писателя Даниэля Дефо (1660—1731), впервые опубликованный в апреле 1719 года, повествующий о нравственном возрождении человека в общении с природой и обессмертивший имя автора. Написан как автобиография морского путешественника и плантатора Робинзона Крузо, желавшего ещё более разбогатеть скорым и нелегальным путём, но в результате кораблекрушения попавшего на необитаемый остров, где провёл 28 лет. Сам Дефо называл свой роман аллегорией.
Материалом для романа Дефо послужило описание пребывания шотландского боцмана Селькирка на необитаемом острове в 1704—1709 годах. Дефо избрал для своего Робинзона условия и изоляцию, сходные с теми, что достались Селькирку; но если Селькирк одичал на острове, то Робинзон нравственно возродился.
В августе 1719 года Дефо выпустил продолжение — «Дальнейшие приключения Робинзона Крузо», а ещё год спустя — «Серьёзные размышления Робинзона Крузо», но в сокровищницу мировой литературы вошла лишь первая книга и именно с ней связано новое жанровое понятие — «Робинзонада».
Роман «Робинзон Крузо» дал начало классическому английскому роману и породил моду на псевдодокументальную художественную прозу; его нередко называют первым «подлинным» романом на английском языке. Роман, однако, переменил круг читателей и стал детской книгой. По количеству вышедших в свет экземпляров долго занимал исключительное место не только среди сочинений Даниэля Дефо, но и в книжном мире вообще. На русском языке впервые издан под названием «Жизнь и приключенія Робинзона Круза природнаго агличанина» в переводе Якова Трусова с французского языка (1762—1764).

## Предыстория
Сюжет, возможно, основан на реальной истории шотландского моряка Александра Селькирка (1676—1721), боцмана судна «Cinque Ports» («Синк Портс»), отличавшегося крайне неуживчивым и склочным характером. В 1704 году он был высажен по собственному требованию на необитаемый остров, снабжён оружием, продовольствием, семенами и инструментами. На этом острове Селькирк прожил до 1709 года. Вернувшись в Лондон в 1711 году, он поведал свою историю писателю Ричарду Стилу, который опубликовал её в газете «Англичанин».
Существуют и другие гипотезы о том, кто был истинным прототипом Робинзона Крузо. Селькирк — человек малограмотный, пьяница, буян и двоеженец — как личность совершенно не похож на героя Дефо. Среди других претендентов на роль прообраза Крузо могут быть:
- хирург Генри Питмен, который за участие в мятеже герцога Монмута был отправлен в ссылку на Барбадос и, совершив вместе с товарищами по несчастью побег, в результате кораблекрушения оказался на необитаемом островке Солт-Тортуга;
- капитан Ричард Нокс, проживший 20 лет в плену на Цейлоне;
- некоторые другие реально существовавшие моряки и путешественники.

Идея, положенная в основу романа о Робинзоне, — нравственного совершенствования в одиночестве, в общении с природой, вдали от общества и цивилизации, — была проведена ещё в XII веке в философском романе мавританского писателя Ибн-Туфайля «Повесть о Хайе, сыне Якзана», также повлиявшем на Дефо. В арабской книге младенец на необитаемом острове, вскормленный газелью и выросший среди диких зверей, пытается осмыслить окружающий мир, наблюдая за природой. Силой своего разума он постепенно постигает основы мироздания и жизненные законы. Далее он отправляется к другим людям, чтобы разъяснить истину, однако люди не вникают в поучения Хая. Узнав человеческое общество с его порочными взаимоотношениями и ложными представлениями, Хай отчаивается в деле исправления людей и возвращается на свой уединённый остров.

## Сюжет

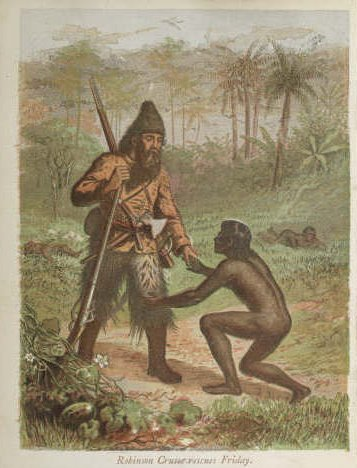
Крузо спасает Пятницу

### Основной роман
Книга написана как вымышленная автобиография Робинзона Крузо, жителя Йорка, который мечтал о путешествиях к далёким морям. Вопреки воле отца он в 1651 году покидает родной дом и отправляется с приятелем в своё первое морское плавание. Оно оканчивается кораблекрушением на Ярмутском рейде, однако это не разочаровывает Робинзона, и вскоре он совершает несколько путешествий на торговом судне. В одном из них судно у берегов Африки захватывают берберские пираты из Сале, и Крузо проводит два года в плену. Ему удаётся сбежать на баркасе вместе с местным мальчиком Ксури, заставив того принести клятву верности. После путешествия на баркасе вдоль африканского берега до Зелёного мыса их подбирает в море португальское судно, идущее в Бразилию. Робинзон продаёт Ксури в рабство капитану этого судна под обещание, что тот отпустит мальчика на волю через десять лет, если Ксури примет христианство.
В Бразилии Робинзон проводит четыре года, став владельцем плантации. Желая быстрее разбогатеть, он в 1659 году принимает участие в нелегальном торговом рейсе в Африку за чёрными невольниками. Однако корабль попадает в шторм и садится на мель у неизвестного острова недалеко от устья Ориноко. Крузо становится единственным выжившим из экипажа, добравшись вплавь до острова, который оказывается необитаемым. Преодолев отчаяние, он спасает с корабля все нужные инструменты и припасы, прежде чем тот был окончательно разрушен штормами. Обосновавшись на острове, он строит себе хорошо укрытое и защищённое жилище, учится шить одежду, обжигать посуду из глины, засевает поля ячменём и рисом с корабля. Также ему удаётся приручить диких коз, которые водились на острове, это даёт ему стабильный источник мяса и молока, а также шкуры для изготовления одежды.
Исследуя остров в течение многих лет, Крузо обнаруживает следы дикарей-каннибалов, которые иногда посещают разные части острова и устраивают людоедские пиршества. В одно из таких посещений он спасает пленного дикаря, которого собирались съесть. Он учит туземца английскому языку и называет его Пятницей, так как спас его именно в этот день недели. Крузо выясняет, что Пятница родом с Тринидада, который можно увидеть с его острова, и что он был захвачен в плен во время сражения между индейскими племенами.
При следующем замеченном посещении острова каннибалами Крузо с Пятницей нападают на дикарей и спасают ещё двух пленников. Один из них оказывается отцом Пятницы, а второй — испанцем, корабль которого также потерпел крушение. Кроме него, с корабля спаслись ещё 16 испанцев и португальцев, которые находились в бедственном положении у дикарей на материке. Крузо решает отправить испанца вместе с отцом Пятницы на лодке, чтобы привезти его товарищей на остров и совместными усилиями построить корабль, на котором они все могли бы отплыть к цивилизованным берегам.
Пока Крузо ожидает возвращения испанца с его командой, к острову прибывает неизвестный корабль. Этот корабль оказывается захвачен мятежниками, которые собираются высадить на острове капитана с преданными ему людьми. Крузо и Пятница освобождают капитана и помогают ему вернуть контроль над судном. Наиболее ненадёжных мятежников оставляют на острове, а Крузо после двадцати восьми лет, проведённых на острове, покидает его в конце 1686 года и в 1687 году возвращается в Англию к своим родственникам, которые считали его давно погибшим.
Затем Крузо отправляется в Лиссабон, чтобы получить прибыль за свою плантацию в Бразилии, что делает его очень богатым. После этого он перевозит своё богатство в Англию, проделывая большую часть пути по суше из опасения вновь попасть в неприятности при плавании по морю. Пятница сопровождает его, и по пути они попадают в последнее совместное приключение, когда борются с голодными волками и медведем при пересечении Пиренеев.

### Продолжения
Второй роман — «Дальнейшие приключения Робинзона Крузо» — менее известен; в России он полностью не издавался с 1935 по 1992 годы (только в пересказе, а последняя часть, «Робинзон в Сибири», в сокращении). В нём престарелый Робинзон, посетив свой остров и потеряв Пятницу, доплыл по торговым делам до берегов Юго-Восточной Азии и вынужден добираться в Европу через всю Россию, чтобы из Архангельска отплыть в Англию. В Тобольске, столице Сибири, он встречает ссыльного князя, бывшего царского министра (прототипом которого, возможно, послужил дьяк Посольского приказа Василий Голицын). Крузо находит много общего между своей судьбой и судьбой князя, и даже называет его «сибирским робинзоном».
Существует и третья книга Дефо о Робинзоне Крузо. Она озаглавлена «Серьёзные размышления Робинзона Крузо» (англ. Serious Reflections of Robinson Crusoe) и представляет собой сборник эссе на нравственные темы; имя Робинзона Крузо употреблено автором для того, чтобы привлечь интерес публики. В предисловии к «Серьёзным размышлениям» от лица своего героя писатель пишет, что его история — это описание реально происходивших событий, хотя одновременно она является аллегорией.

## Значение и адаптации на других языках
Жан-Жак Руссо в «Эмиле» пишет, что библиотека Эмиля будет состоять всего из одной книги. Вы думаете, это Библия? Нет, это «Робинзон Крузо». И пока у человечества не испортится вкус, ее надо считать самой великой. И я всегда так считал, но стеснялся произнести вслух, пока не наткнулся на эти строки. Робинзон Крузо — это человек, который ни при каких обстоятельствах в силу величия своего духа не мог погибнуть.
Роман Дефо стал литературной сенсацией и породил множество подражаний. Он демонстрировал неистощимые возможности человека в освоении природы и в борьбе с враждебным ему миром. Этот посыл был очень созвучен идеологии раннего капитализма и эпохи Просвещения. Только в Германии за сорок лет, последовавших за публикацией первой книги о Робинзоне, было издано не менее сорока «робинзонад». Ж. Ж. Руссо в своём «Эмиле» (1762) первым обратил внимание на педагогическое значение «Робинзона».
- 1727 — Джонатан Свифт оспорил оптимизм мировоззрения Дефо в своей тематически близкой книге «Путешествия Гулливера».
- 1762 — начало первого русского издания в переводе Якова Трусова под названием «Жизнь и приключения Робинзона Круза, природного англичанина» (1-е изд., СПб., 1762—1764, 2-е — 1775, 3-е — 1787, 4-е — 1811)[8].
- 1779 — в своём романе «Robinson Krusoe» (русское издание Новый Робинзон Крузе, или Похождения Главного Английского морехода, 1781) немецкий писатель Иоганн Вецель подверг острой сатире педагогические и философские дискуссии XVIII века.
- 1860 — издание русского детского писателя и популяризатора наук Алексея Разина (1823—1875) «Настоящий Робинзон. Приключения Александра Селькирка и обезьяны Мариминда на необитаемом острове Тихого океана. Заимствовано с французского» ((СПб., 1860)[9].
- 1862 — сборник исторически верных описаний ряда подобных приключений французскими авторами фр. Victor Chauvin и фр. Ferdinand Denis, «Les vrais Robinsons» (Париж, 1862—1863)[10].
- 1924 — немецкая поэтесса Мария Луиза Вайсман в своей поэме «Робинзон» философски осмыслила сюжет романа.

## Русские переводы
Самый известный перевод был сделан Марией Андреевной Шишмарёвой (1852—1938) в 1902 году (переиздаётся до настоящего времени).
Пересказ-адаптацию для детей сделал К. Чуковский (сокращён текст, опущены моменты, связанные с религиозными раздумьями героя и с денежными расчётами, что было связано с реалиями детской советской литературы и жизни в СССР в целом).
Исторический интерес может представлять перевод педагога Ивана Белова «Путешествия и удивительные приключения Робинзона Крузоэ» (СПб., 1866; 2-е изд., 1874)
Лев Толстой опубликовал в 1862 году в приложении к своему педагогическому журналу «Ясная Поляна» адаптацию первого тома романа и считал его образцовой детской книгой:
Главное, мысль-то глубокая: показывается, что может сделать голый человек, выброшенный на остров, что ему нужно… Невольно является мысль, что для тебя все это делается другими. Это не я, — кажется, ещё Руссо говорил, что Робинзон — образцовая книга.
В СССР книга «Робинзон Крузо» входила в число самых популярных приключенческих книг и только за период 1918—1983 гг. издавалась 183 раза общим тиражом 9 млн. 821 тыс. экземпляров на 38-ми разных языках. Её иллюстрировали художники Д. Кардовский, Н. Попов, О. Коняшин, В. Черникин и И. Ильинский, но в большинстве изданий использовались «классические» рисунки Жана Гранвиля 1840-х годов.

## Фильмография
| Год  | Страна              | Название                                         | Характеристика фильма                                   | В роли Робинзона Крузо                  |
| ---- | ------------------- | ------------------------------------------------ | ------------------------------------------------------- | --------------------------------------- |
| 1902 | Франция             | Робинзон Крузо                                   | немая короткометражка Жоржа Мельеса                     | Жорж Мельес                             |
| 1913 | США                 | Робинзон Крузо                                   | немая короткометражка Отиса Тёрнера                     | Роберт Леонард                          |
| 1921 | США                 | Маленький Робинзон Крузо                         | немой фильм Эдварда Ф. Клайна                           | Джеки Куган                             |
| 1922 | США                 | Приключения Робинзона Крузо                      | немой короткометражный сериал Роберта Ф. Хилла          | Гарри Майерс                            |
| 1927 | Великобритания      | Робинзон Крузо                                   | немой фильм М. А. Везерелла                             | М. А. Везерелл                          |
| 1932 | США                 | Мистер Робинзон Крузо                            | приключенческая комедия                                 | Дуглас Фэрбенкс (в роли Стива Дрексела) |
| 1946 | СССР                | Робинзон Крузо                                   | экспериментальный чёрно-белый стерео-фильм              | Павел Кадочников                        |
| 1951 | США                 | Его мышонок Пятница                              | мультфильм из цикла Том и Джерри                        |                                         |
| 1954 | США                 | Мисс Робинзон Крузо                              | приключенческий фильм Юджина Френке                     | Аманда Блейк                            |
| 1954 | Мексика, США        | Робинзон Крузо                                   | киноверсия Луиса Бунюэля                                | Дэн О`Херлихи                           |
| 1956 | США                 | Rabbitson Crusoe                                 | мультфильм из цикла Looney Tunes                        |                                         |
| 1961 | СССР                | Как создавался Робинзон                          | короткометражный фильм из альманаха Совершенно серьёзно | Сергей Филиппов                         |
| 1964 | Франция, ФРГ        | Приключения Робинзона Крузо                      | приключенческий телесериал Жана Саши                    | Роберт Хоффманн                         |
| 1964 | США                 | Робинзон Крузо на Марсе                          | научно-фантастический фильм                             | Пол Манти (в роли Криса Дрэйпера)       |
| 1966 | США                 | Робинзон Крузо, лейтенант ВМС США                | комедия Walt Disney Pictures                            | Дик Ван Дайк                            |
| 1972 | СССР                | Жизнь и удивительные приключения Робинзона Крузо | приключенческий фильм Станислава Говорухина             | Леонид Куравлёв                         |
| 1973 | Мексика             | Робинзон и Пятница на необитаемом острове        | приключенческий фильм Рене Кардона-младшего             | Уго Стиглиц                             |
| 1974 | Великобритания      | Робинзон Крузо                                   | приключенческий фильм Джеймса МакТаггарта               | Стэнли Бейкер                           |
| 1975 | США, Великобритания | Человек Пятница                                  | пародийный фильм                                        | Питер О’Тул                             |
| 1976 | Италия              | Синьор Робинзон                                  | пародийный фильм                                        | Паоло Вилладжо (роль Роби)              |
| 1982 | Чехословакия        | Приключения Робинзона Крузо, моряка из Йорка     | анимационный фильм Станислава Латала                    | Вацлав Постранецкий                     |
| 1982 | СССР                | Робинзон и самолёт                               | советский мультфильм Геннадия Сокольского               |                                         |
| 1988 | Великобритания, США | Крузо                                            | приключенческий фильм Калеба Дешанеля                   | Эйдан Куинн                             |
| 1997 | США                 | Робинзон Крузо                                   | приключенческий фильм                                   | Пирс Броснан                            |
| 2003 | Франция             | Робинзон Крузо                                   | приключенческий телефильм                               | Пьер Ришар                              |
| 2009 | США                 | Крузо                                            | телесериал                                              | Филипп Винчестер                        |
| 2016 | Франция, Бельгия    | Робинзон Крузо: Очень обитаемый остров           | компьютерно-анимационный фильм                          |                                         |